# Gerde
Gerde là một thị trấn thuộc hạt Baranya, Hungary. Thị trấn này có diện tích 12,76 km², dân số năm 2010 là 555 người, mật độ 43 người/km².